# Kinsey-skalaen
Kinsey-skalaen er en talmæssig fremstilling af en persons seksuelle historie eller seksuelle orientering. Skalaen tager udgangspunkt i personens tidligere partnere og deres (biologiske) køn.
Skalaen stammer fra den første af de to såkaldte Kinsey-rapporter, Sexual Behavior in the Human Male, udgivet i 1948 af Alfred Kinsey. Skalaen er et forsøg på at finde en enkel måde, hvorpå man kan beskrive variationen i seksuel orientering i spektret mellem homoseksualitet og heteroseksualitet.

## Skalaen
Kinsey-skalaen er udformet som følger:
| Værdi | Beskrivelse                                                                     |
| ----- | ------------------------------------------------------------------------------- |
| 0     | Udelukkende heteroseksuel erfaring                                              |
| 1     | Overvejende heteroseksuel erfaring, kun tilfældig homoseksuel erfaring          |
| 2     | Overvejende heteroseksuel erfaring, men mere end tilfældig homoseksuel erfaring |
| 3     | Lige meget homoseksuel og heteroseksuel erfaring                                |
| 4     | Overvejende homoseksuel erfaring, men mere end tilfældig heteroseksuel erfaring |
| 5     | Overvejende homoseksuel erfaring, kun tilfældig heteroseksuel erfaring          |
| 6     | Udelukkende homoseksuel erfaring                                                |
| X     | Aseksuel                                                                        |

## Kritik
Til beskrivelse af seksuel orientering har skalaen den svaghed, at en persons seksuelle historie i sin natur er et udtryk for personens adfærd i fortiden, hvilket ikke nødvendigvis en retvisende beskrivelse af personens nuværende eller sågar tidligere orientering.

## Moderne forskning
Alfred Kinsey antog, at der kun fandtes fire seksuelle orienteringer; homoseksuel, heteroseksuel, biseksuel og aseksuel. Moderne forskning har generelt et mere nuanceret syn. Blandet andet har Fred "Fritz" Klein lavet en Klein Sexual Orientation Grid ("Kleins Seksuelle orienteringsgrid") i 1987.